# Danaea geniculata
Danaea geniculata là một loài dương xỉ trong họ Marattiaceae. Loài này được Raddi mô tả khoa học đầu tiên năm 1819.